# Guyonne Dalle
Pour les articles homonymes, voir Dalle.
Guyonne Dalle est une skieuse nautique française née vers 1948. 

## Carrière sportive
Elle remporte le titre de championne du monde en figures en 1963 à Vichy, à l'âge de quinze ans, trois ans après ses débuts dans la discipline.